# Horst Blumberg
Horst Blumberg (* 1940) ist ein deutscher Wirtschaftswissenschaftler.
Horst Blumberg promovierte 1962 an der Hochschule für Ökonomie Berlin-Karlshorst mit einer Arbeit zum Thema Die Entwicklung der deutschen Streichgarn- und Kammgarnindustrie in der Periode der industriellen Revolution, insbesondere in der Zeit von 1834 bis 1869, Gutachter waren Hans Mottek und Alfred Schröter. Im Oktober 1966 wurde er Dozent für Wirtschaftsgeschichte am Institut für Wirtschaftsgeschichte in Karlshorst. Im September 1968 wechselte Blumberg als Professor für die Geschichte der deutschen Arbeiterbewegung an die Sektion Marxismus-Leninismus der Humboldt-Universität zu Berlin. 1978 wurde er mit dem Vaterländischen Verdienstorden in Silber ausgezeichnet.
Blumberg war wissenschaftlicher Mitarbeiter von Franz Dahlem, von der auch einen Teil des Nachlasses verwaltete.

## Schriften
- Die Entwicklung der deutschen Streichgarn- und Kammgarnindustrie in der Periode der industriellen Revolution, insbesondere in der Zeit von 1834 bis 1869. Teil 1.2. Höchschule für Ökonomie, Berlin 1962 (Dissertation).
- Die deutsche Textilindustrie in der industriellen Revolution (= Veröffentlichungen des Instituts für Wirtschaftsgeschichte an der Hochschule für Ökonomie, Berlin-Karlshorst, Band 3). Akademie-Verlag, Berlin 1965.
- Wirtschaftsgeschichte Deutschlands. Band 1. Die Herausbildung des deutschen Imperialismus und seine Besonderheiten (1871–1914). Hochschule für Ökonomie, Berlin 1968.
- Die Entwicklung des Kapitalismus in Deutschland von 1789 bis 1840 (= Wissenschaftliche Beiträge für den Geschichtslehrer, Nummer 6). Deutsche Historiker-Gesellschaft, Berlin 1970.